# アレックス・ジョンソン
アレクサンダー・ジョンソン（英語: Alexander "Alex" Johnson , 1942年12月7日 - 2015年2月28日）は、アメリカ合衆国アーカンソー州ヘレナ出身のプロ野球選手（左翼手）。右投右打。
1970年シーズンにメジャーリーグベースボール（MLB）・アメリカンリーグの首位打者を獲得した。翌1971年シーズンに所属球団カリフォルニア・エンゼルスと対立して仲裁に持ち込まれる事態に発展し、シーズン終了後に放出された。弟のロン・ジョンソンはNFLでプレーした元アメリカンフットボール選手である。

## 生い立ち
1942年12月7日にアメリカ合衆国のアーカンソー州ヘレナで生まれた。少年時代はミシガン州デトロイトで過ごし、後年にメジャーリーグベースボール（MLB）でプレーすることになるビル・フリーハン、ウィリー・ホートン、デニス・リバントらと一緒に草野球をプレーしていた。
高校時代はアメリカンフットボールで活躍したが、ミシガン州立大学からのカレッジフットボールをプレーするための奨学金のオファーを断り、代わりに1961年秋にアマチュア・フリーエージェントでMLBの球団フィラデルフィア・フィリーズと契約を結んだ。
同じく高校時代にアメリカンフットボールで活躍した5歳年下の弟のロン・ジョンソンはNFL入りを選択し、ニューヨーク・ジャイアンツに所属した。

## フィリーズ時代
1963年、20歳の時にフィリーズのファームチームで早くもその才能の片鱗を見せた。このシーズンにフィリーズ傘下マイナーリーグ（MiLB）・D級マイアミで120試合に出場して打率.329・35本塁打の好成績を残している。
1964年は開幕ロースター入りのチャンスが巡って来たが、シーズン開始直後にワシントン・セネタースからリリーフ投手エド・ローバックが移籍してきたことに伴い、ロースターの枠を空ける必要が生じ、MLBで初打席を記録する前にMiLB・AAA級アーカンソーに降格した。
1964年シーズンにAAA級アーカンソーで90試合に出場して打率.316・21本塁打・71打点の成績を残し、シーズン中に再昇格した。1964年7月25日のMLBデビュー戦は4打数3安打・1四球・2打点を記録し、上々のスタートを切った。
MiLBでジョンソンのプレーを観たスカウトは彼の凄まじいバットスピードとそこから繰り出される強烈なライナーを伝説であるかのごとく説明し、右打者ながら本塁から一塁まで3.8秒で到達する快足も高く評価した。一方で、守備の評価はあまり芳しくなく、1965年シーズン前のスプリングトレーニングでは拙守の外野手としてチームメイトから「鉄の手」という愛称が与えられた。
1965年シーズンはプラトーン・システムによって左打者のウェス・コビントンと状況に応じて使い分けられた。先発した61試合のうち、対戦チームの先発投手が左投手であったのは58試合もあった。怠慢プレーが目立ち、フライを打ち上げた時にまともに走ろうとしなかったこともあったためにフィリーズ監督のジーン・モークを始終苛立たせた。シーズン終了後の10月27日にパット・コラレス、アート・マハッフィーとともにディック・グロート、ボブ・ユッカー、ビル・ホワイトとの3対3のトレードにより、セントルイス・カージナルスに移籍した。

## カージナルス時代
1966年シーズンのカージナルスは左翼手ジョンソン、中堅手カート・フラッド（カート・フラッド事件の原告）、右翼手ルー・ブロック（将来のアメリカ野球殿堂入り選手）というナショナルリーグを代表する若さ溢れる外野陣を形成することになり、大いに注目を集めた。ところが、ジョンソンは1966年は25試合に出場して打率.186・2本塁打の成績に終わり、5月17日にはAAA級タルサに降格した。このシーズンに彼はパシフィックコーストリーグにおける「最も危険な打者」に選出された。
1967年シーズンはカージナルスに戻り、主に正右翼手ロジャー・マリスのバックアップ要員や代打要員として出場した。同年のワールドシリーズでカージナルスはボストン・レッドソックスに3勝4敗で敗れたが、ジョンソンはシリーズに出場しなかった。
1968年スプリングトレーニング前の1月11日にディック・シンプソンとのトレードにより、シンシナティ・レッズに移籍した。

## レッズ時代
1967年のレッズの正左翼手であったピート・ローズが右翼手にコンバートされ、ジョンソンより少し前にレッズがアトランタ・ブレーブスから獲得したマック・ジョーンズが1968年シーズン開始前はその後釜になると見られていた。ところが、レッズ監督のデイブ・ブリストルはジョンソンを高く評価し、彼を新たな正左翼手に抜擢した。
1968年シーズンにこの期待に応えてピート・ローズ、マティ・アルー、フェリペ・アルーに次ぐナリーグ4位の打率.312を残し、シーズン終了後にスポーティング・ニュース選出のカムバック賞を受賞した。
1969年シーズンはそれまでの自己最高を倍以上更新する17本塁打を放ち長打力も見せ、打点88・得点86を残し、この2つの指標でも自己最高を記録した。
レッズの2シーズンは外野手ながら1968年は14失策で1969年は18失策と、両シーズンともナリーグ外野手の最多失策であった。投手力を強化する必要があり、若手有望株外野手バーニー・カルボも急成長してきたため、1969年11月25日にユーティリティー内野手のチコ・ルイスとともにペドロ・ボルボン、ジム・マグラスリン、バーン・ガイシャートとの2対3のトレードにより、カリフォルニア・エンゼルスに移籍した。

## エンゼルス時代
1970年シーズンは序盤から好調であった。5月終了時点で打率.366を残し、前半戦を打率.328で折り返した。同年のオールスターゲームにアメリカンリーグチームの一員として選出され、代打として1打席のみ出場した。このシーズンは終盤まで高打率を維持した。10月1日の最終戦では2打席目と3打席目に安打を放って打率.3289とし、9月30日に全日程を消化したレッドソックス所属カール・ヤストレムスキーの打率.3286をわずか3毛差で上回り、打率1位に返り咲いた。3打席目の後に試合から退き、首位打者のタイトルが確定した。ジョンソンは3打席目に安打を放った後、代走のジェイ・ジョンストーンが一塁へ向かうのを見て不思議に感じ、何をしているのか尋ねたという。
| 「 | 彼は私が試合から外されたことを話した。私はダッグアウトまで走り、誰もが立ち上がってスタンディングオベーションをしているのを目にした。スコアボードに目を向けると、そこには私がバッティングチャンピオンであることが表示されていた。 | 」 |

1971年シーズン前のオープン戦で最初のイニングでゴロを放ち、まともに走らずにアウトになった試合があった。エンゼルス監督のレフティ・フィリップスはこの翌日の試合でジョンソンを起用しなかった。6月4日の1-10でレッドソックスに敗戦した試合では1打席目で平凡なゴロを放ち、一塁までの途中でダッグアウトに戻ったために初回に試合から外された 。トニー・ゴンザレスに正左翼手の座を奪われたジョンソンは彼のチームメイトや経営陣との対立のいくつかは人種的に動機付けられたものであることを示唆した。
| 「 | もちろん、つらいよ。私は自分が黒人であることを自覚するようになった時期からずっと苦労してきたんだ。私が生まれ育ち、今日現在野球をしている社会は反黒人だ。私の態度は彼らの態度に対する反応以外の何物でもない。 | 」 |

ジョンソンはこの後、彼の親しい友人チコ・ルイスにクラブハウスにいる時に拳銃で狙われたと主張したが、ルイスはこれを否定した。
エンゼルス球団は6月15日のトレード期限までにジョンソンを放出するためにミルウォーキー・ブルワーズのトミー・ハーパーとのトレードを成立させようとしたが、断られたためにこの試みは失敗に終わった。ブルワーズとの4連戦で遠征先のウィスコンシン州ミルウォーキーに向かった時、ジョンソンは「地獄でプレーしている」現在の環境を改善するためにはカリフォルニア（エンゼルス）を去る必要があるという自身の考えを記者団に明かした。フィリップス監督は「あなたが彼の最近のプレーを見ているのであれば、彼が出場選手の顔触れに名を連ねていない理由が分かると思う」と述べた。1971年のスプリングトレーニングから6月末までの期間にジョンソンは29回も罰金を科され、5回ベンチに下げられた。6月26日、エンゼルスGMのディック・ウォルシュは「（チームが勝利するための）最善の努力を怠った」として、ジョンソンに無期限の出場停止処分を言い渡した。
MLB選手会専務理事のマービン・ミラーはジョンソンに代わり直ちにエンゼルスに対する訴状を提出し、彼が精神的ストレスを抱えていたことを理由として、有給の故障者リストに含めるべきであると主張した。ジョンソンはチーム全体が彼と一緒にプレーすることに冷淡であったために、真面目にプレーする気になれなかったことを認めた。訴えにもかかわらず、フィリップスは「ジョンソンが球団に戻ることは二度とないだろう」と強気の姿勢を崩さなかった。7月21日に問題解決のために選手会と経営者側の委員会の間で合議が行われたものの意見の相違は埋められず、第三者による仲裁に持ち込まれることになった。ジョンソンの出場停止から30日が経過した後、MLBコミッショナーのボウイ・キューンは彼を非公開選手リストに切り替え、エンゼルス球団が出場停止処分を継続出来るように後押しした。
8月31日にジョンソンの訴えに関する評決が先送りにされ、シーズン中に合意に達する可能性が低いことが指摘された。ジョンソンとエンゼルス球団の合意が暗礁に乗り上げる中、9月8日付の「シカゴ・サンタイムズ」紙はウォルシュがジョンソンとルイスの銃の事件について嘘をつき、銃を隠すように指示を出していたことを報じた。仲裁人ルイス・ギルはジョンソンを診察した2人の精神科医の知見に基づいて選手会側の主張に概ね同意し、9月29日にジョンソンは物理的な病気よりは悪くない情緒障害であり、エンゼルス球団は彼を故障者リストに入れる必要があると結論付けた。ジョンソンは球団から給与を受け取る権利を認められ、返済分として29,970ドルが彼に支払われた。その一方で、ギルはエンゼルス球団がジョンソンに科した罰金3,750ドルについてはそのまま残すことを認めた。
マービン・ミラーは自伝の中で、選手会事務所に来たジョンソンが午前9時から午後7時まで昼食の45分を除いて喋りっ放しで、球団や何人かのチームメイトから不当な扱いを受けたことや、マスコミへの不満についてありとあらゆる紙に書き込んで持参していたことを述べており、その訴えの大半が法的に認められるものであるという見解を示している。また、球界首脳が精神疾患を持った選手に対して、偏見を持つどころかそうした選手の存在さえ認めようとしないということも述べている。ジョンソンの立場になって戦ったことにより、選手会を信用していなかった黒人選手達の態度ががらりと変わったとして、「アレックス事件は新しい時代への架け橋だった。新しい連帯感への通り道だったのだ」と締め括っている。なお、ボウイ・キューンも自伝を出版しているが、彼の方はこの事件について触れていない。
伊東一雄は1971年に産経新聞の連載記事で「つまはじき者の首位打者」としてジョンソンが起こしたトラブルについて取り上げ、ジョー・メドウィックが「ジョンソンくらい馬鹿で、毒舌家は見たことがない。あんな頭の悪いやつがメジャーリーガーなんて聞いて呆れる」と口にしていたのを聞いたことや、ジョンソンと彼のチームメイトの仲が悪いことを如実に表す例として、ジョンソンに限っては本塁打を放った後にホームインしてもバットボーイや次打者と握手をしないことを述べている。
1971年シーズン終了後にエンゼルス球団は内紛に関与した主要人物全員を放出した。ジョンソンは10月5日にジェリー・モーゼスとともにアラン・フォスター、フランク・ベイカー、ベイダ・ピンソンとの2対3のトレードにより、クリーブランド・インディアンスに移籍した。フィリップス監督は10月6日に解雇され、ウォルシュGMも契約を4年残して10月20日に解雇された。チコ・ルイスも冬の時期に放出された。

## インディアンス時代
前年の銃の騒動で関係が解消されたものの、それ以前のジョンソンの長年の親友であり、彼の養女ジェニファーの名付け親でもあったチコ・ルイスが1972年2月9日に自動車事故で33歳の若さで死亡するという悲劇に見舞われた。ジョンソンはルイスの葬儀に参列した野球選手の1人だった。同年6月12日にスカウトとして再雇用されていたエンゼルス前監督レフティ・フィリップスがぜん息の発作を起こし、53歳で亡くなった。
1972年シーズンは8月に入る頃にかかとの負傷が原因で、代打のみの出場に制限された 。シーズン通しての打率は.239であったが、この怪我から復帰した8月19日以降に限定すると、.351の高数値を残した。
1973年3月8日にリッチ・ヒントン、ヴィンス・コルバートとの1対2のトレードにより、テキサス・レンジャーズに移籍した。レンジャーズ監督のホワイティ・ハーゾグは獲得時に、ジョンソンが規律の問題を起こしたことが分かり次第、直ぐに彼を放出するつもりであることを言明した。

## レンジャーズ時代以降
1973年シーズンは116試合全てでレンジャーズの指名打者として出場し、首位打者に輝いた1970年以来3年ぶりに規定打席に到達した。打撃面での貢献から直ぐにハーゾクの心を捉えた。
ハーゾクの後継監督のビリー・マーチンとは波長が合わず、1974年9月9日にニューヨーク・ヤンキースに契約が売却された。翌10日にヤンキースの一員として迎えた最初の試合では延長戦12回表に決勝ソロ本塁打を放ち、チームの勝利に貢献した。
1975年シーズンは膝の怪我に苦しみ、出場機会が限定されることになった。このシーズンは52試合の出場に留まり、同年9月9日にヤンキースから放出された。
1976年シーズンは新たに契約を結んだデトロイト・タイガースで開幕を迎えたが、シーズン終了後にタイガースから放出された。
1977年にメキシカンリーグのディアブロス・ロホス・デル・メヒコでプレーした後、現役を引退した。

## 私生活
1962年2月2日にジュリア・オーガスタと結婚した。二人はジェニファー（1969年）とアレックス・ジュニア（1972年）を養子に迎えたが、ジョンソンが現役を引退した後に離婚した。
ジョンソンは1978年に地元のデトロイトに戻った。1985年に父が亡くなり、建設会社にダンプトラックを賃貸するトラック輸送サービス業を引き継いだ。
1998年に「私は自分の人生を楽しんでいるか? 」という題目で「スポーツ・イラストレイテッド」誌のインタビューに応じたかつてのトラブルメーカーは「常に飛行機に乗っているなんてことがなくて良かった。あらゆることに向かい合う必要がなくて良かった。私はただ、自分の車を持っている人達の役に立ちたいだけだよ。それは素敵な、普通の生活－私がいつも思い描いていたことだ」と謙虚なコメントを寄せた。
2015年2月28日に前立腺がんによる合併症で死去。72歳没。

## 詳細情報

### 年度別打撃成績
| 年 度      | 球 団      | 試 合 | 打 席 | 打 数 | 得 点 | 安 打 | 二 塁 打 | 三 塁 打 | 本 塁 打 | 塁 打 | 打 点 | 盗 塁 | 盗 塁 死 | 犠 打 | 犠 飛 | 四 球 | 敬 遠 | 死 球 | 三 振 | 併 殺 打 | 打 率 | 出 塁 率 | 長 打 率 | O P S |
| ---------- | ---------- | ----- | ----- | ----- | ----- | ----- | -------- | -------- | -------- | ----- | ----- | ----- | -------- | ----- | ----- | ----- | ----- | ----- | ----- | -------- | ----- | -------- | -------- | ----- |
| 1964       | PHI        | 43    | 116   | 109   | 18    | 33    | 7        | 1        | 4        | 54    | 18    | 1     | 2        | 0     | 0     | 6     | 1     | 1     | 26    | 1        | .303  | .345     | .495     | .840  |
| 1965       | PHI        | 97    | 280   | 262   | 27    | 77    | 9        | 3        | 8        | 116   | 28    | 4     | 4        | 1     | 0     | 15    | 3     | 2     | 60    | 5        | .294  | .337     | .443     | .780  |
| 1966       | STL        | 25    | 91    | 86    | 7     | 16    | 0        | 1        | 2        | 24    | 6     | 1     | 1        | 0     | 0     | 5     | 1     | 0     | 18    | 4        | .186  | .231     | .279     | .510  |
| 1967       | STL        | 81    | 189   | 175   | 20    | 39    | 9        | 2        | 1        | 55    | 12    | 6     | 3        | 1     | 1     | 9     | 0     | 3     | 26    | 3        | .223  | .271     | .314     | .586  |
| 1968       | CIN        | 149   | 634   | 603   | 79    | 188   | 32       | 6        | 2        | 238   | 58    | 16    | 6        | 0     | 2     | 26    | 4     | 3     | 71    | 18       | .312  | .342     | .395     | .737  |
| 1969       | CIN        | 139   | 572   | 523   | 86    | 165   | 18       | 4        | 17       | 242   | 88    | 11    | 8        | 4     | 11    | 25    | 1     | 9     | 69    | 14       | .315  | .350     | .463     | .813  |
| 1970       | CAL        | 156   | 659   | 614   | 85    | 202   | 26       | 6        | 14       | 282   | 86    | 17    | 2        | 0     | 3     | 35    | 9     | 7     | 68    | 25       | .329  | .370     | .459     | .830  |
| 1971       | CAL        | 65    | 261   | 242   | 19    | 63    | 8        | 0        | 2        | 77    | 21    | 5     | 2        | 1     | 1     | 15    | 3     | 2     | 34    | 10       | .260  | .308     | .318     | .626  |
| 1972       | CLE        | 108   | 384   | 356   | 31    | 85    | 10       | 1        | 8        | 121   | 37    | 6     | 8        | 2     | 3     | 22    | 10    | 1     | 40    | 10       | .239  | .283     | .340     | .623  |
| 1973       | TEX        | 158   | 663   | 624   | 62    | 179   | 26       | 3        | 8        | 235   | 68    | 10    | 5        | 1     | 4     | 32    | 5     | 2     | 82    | 17       | .282  | .322     | .377     | .698  |
| 1974       | TEX        | 114   | 486   | 453   | 57    | 132   | 14       | 3        | 4        | 164   | 41    | 20    | 9        | 1     | 0     | 28    | 4     | 4     | 59    | 17       | .291  | .338     | .362     | .700  |
| 1974       | NYY        | 10    | 28    | 28    | 3     | 6     | 1        | 0        | 1        | 10    | 2     | 0     | 0        | 0     | 0     | 0     | 0     | 0     | 3     | 0        | .214  | .214     | .357     | .571  |
| '74計      | NYY        | 124   | 514   | 481   | 60    | 138   | 15       | 3        | 5        | 174   | 43    | 20    | 9        | 1     | 0     | 28    | 4     | 4     | 62    | 17       | .287  | .331     | .362     | .693  |
| 1975       | NYY        | 52    | 128   | 119   | 15    | 31    | 5        | 1        | 1        | 41    | 15    | 2     | 3        | 0     | 2     | 7     | 1     | 0     | 21    | 4        | .261  | .297     | .345     | .641  |
| 1976       | DET        | 125   | 457   | 429   | 41    | 115   | 15       | 2        | 6        | 152   | 45    | 14    | 10       | 1     | 6     | 19    | 1     | 2     | 49    | 15       | .268  | .298     | .354     | .643  |
| 通算：13年 | 通算：13年 | 1322  | 4948  | 4623  | 550   | 1331  | 180      | 33       | 78       | 1811  | 525   | 113   | 63       | 12    | 33    | 244   | 43    | 36    | 626   | 143      | .288  | .326     | .392     | .718  |

- 各年度の太字はリーグ最高

### タイトル
- 首位打者：1回 （1970年）

### 表彰
- カムバック賞 （1968年）

### 記録
- オールスターゲーム選出：1回 （1970年）

### 背番号
- 60 （1964年）
- 26 （1964年 - 1965年）
- 12 （1966年 - 1967年）
- 29 （1968年 - 1969年）
- 17 （1970年 - 1971年）
- 20 （1972年）
- 15 （1973年 - 1974年）
- 23 （1974年 - 1975年）
- 33 （1976年）